# میروف ستاره
میروف ستاره (به لاتین: Mirów Stary) یک روستا در لهستان است که در گمینا میروو واقع شده‌است.